# Protezione civile

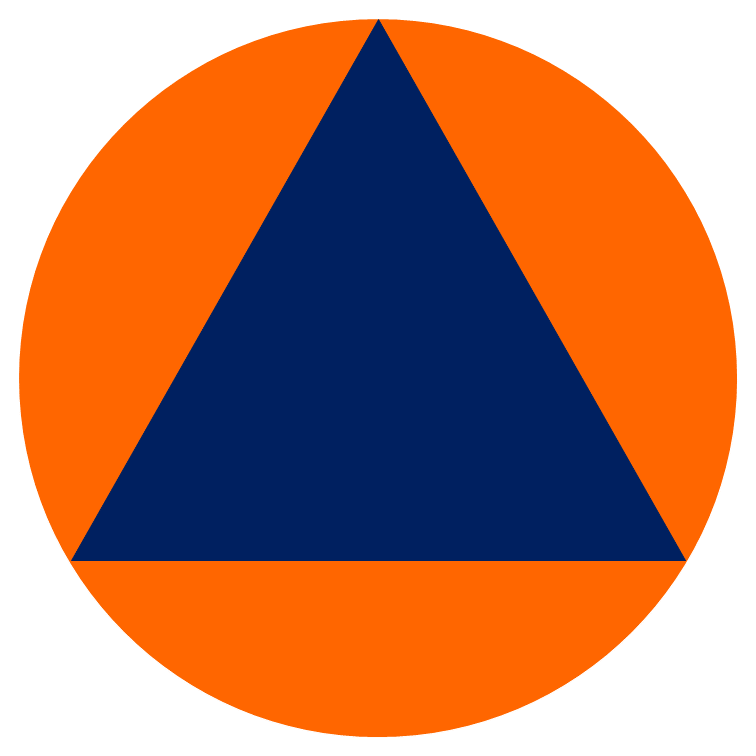
Distintivo internazionale che identifica la protezione civile, secondo la Quarta Convenzione di Ginevra del 1949.

La protezione civile è un sistema di enti e soggetti, pubblici o privati, che svolgono attività assimilabili alla difesa civile o comunque finalizzate alla tutela dell'integrità della vita, dei beni, degli insediamenti e dell'ambiente dai danni  o dal pericolo di danni  che persone o cose potrebbero potenzialmente soffrirne in determinate situazioni causate da disastri o incidenti di varia natura.
Poiché a livello internazionale però non vi è ancora una definizione universalmente accettata, essa viene in linea di massima identificata talvolta con gli enti preposti, che esercitano attività di soccorso pubblico in situazione di calamità naturale e/o incidenti.

## Caratteristiche
Ad esercitare tale funzione possono essere una o più amministrazioni pubbliche o anche enti privati, dove previsto dalla legge: la disciplina è generalmente diversa nei vari stati del mondo. L'attività può essere anche orientata alla prevenzione dei possibili pericoli, e può essere simile a quella della difesa civile; tra le principali attività ascrivibili a tali enti possono essere e annoverate:
1. La previsione e prevenzione dei rischi.
2. Il soccorso delle popolazioni colpite.
3. Il contrasto e il superamento dell'emergenza.

## Nel mondo

### Belgio
La protezione civile in Belgio è un servizio di soccorso federale belga che appartiene al Servizio pubblico federale degli Interni. La protezione civile è utilizzata solo su richiesta di talune autorità o dipartimenti governativi e non può intervenire su richiesta di un privato, come nel caso del servizio antincendio. La protezione civile fornisce il supporto ad altri servizi di emergenza (come la polizia e i vigili del fuoco) con conoscenze specializzate e attrezzature pesanti, spesso in catastrofi maggiori. I loro compiti includono l'intervento di servizi contro gli incidenti CBRN o alluvioni, rafforzando l'approvvigionamento idrico nei grandi incendi, impiegando squadre di cani o subacquei in interventi di ricerca e salvataggio o missioni giudiziarie, inquinanti in mare. Alcune unità sono inoltre supportate regolarmente nella loro zona, ad esempio per la lotta contro l'incendio o l'assistenza con l'ambulanza.

### Italia
La legge 24 febbraio 1992, n. 225 istituì il Servizio nazionale di protezione civile, consentendo così anche ai privati ed agli enti locali di partecipare alle attività, in quanto precedentemente esse erano esercitate in modo sostanziale solo a livello istituzionale, dall'esercito italiano e dal Corpo nazionale dei vigili del fuoco.
Il nuovo  servizio, al quale possono concorrere anche privati (persone fisiche e giuridiche), si pone articolate a livello centrale, regionale e locale, nel rispetto del principio di sussidiarietà; ad esso concorrono come componenti le amministrazioni centrali dello stato, le regioni, le province, i comuni e le comunità montane. Questo complesso sistema di competenze trova il suo punto di raccordo nelle funzioni di indirizzo e coordinamento affidate al Presidente del Consiglio dei Ministri, che si avvale del Dipartimento della Protezione Civile. Il servizio, al fine di garantire una maggiore capillarità strutturale opera quindi a livello locale, a partire dall'amministrazione comunale, l'istituzione più vicina al cittadino: il primo responsabile della protezione civile in ogni Comune è quindi il Sindaco. Infatti, qualora l'evento non possa essere fronteggiato con i mezzi a disposizione del comune, si mobilitano i livelli superiori attraverso un'azione integrata e coordinata: la Provincia, la Prefettura, la Regione, fino al coinvolgimento dello Stato in caso di emergenza nazionale.
Tra le strutture operative del  Servizio nazionale di protezione civile rientrano il Corpo nazionale dei vigili del fuoco, le forze armate italiane, le forze di polizia italiane, la comunità scientifica, la Croce Rossa Italiana, le strutture del Servizio sanitario nazionale, le organizzazioni di volontariato, il Corpo nazionale di soccorso alpino e speleologico
Dal 2 gennaio 2018, il Servizio Nazionale è disciplinato dal Codice della Protezione Civile (Decreto legislativo n. 1 del 2 gennaio 2018), con il quale è riformata tutta la normativa in materia.

### San Marino
Il Servizio protezione civile è un organo della Repubblica di San Marino preposto alle attività di protezione civile. Ha competenza a livello statale della previsione, prevenzione, gestione e superamento di disastri, calamità antropiche e naturali, di situazioni di emergenza ed, in generale, di eventi straordinari.

### Stati Uniti d'America
Le attività sono svolte dalla Federal Emergency Management Agency, che è un'agenzia del governo degli Stati Uniti d'America, facente parte del Dipartimento della sicurezza interna.

### Svizzera
La protezione civile in Svizzera è un'organizzazione nata nel 1959 che, come stabilito dalla legge federale del 2002, è incaricata di proteggere la popolazione, assistere le persone in cerca di protezione, proteggere i beni culturali, sostenere gli organi di condotta e le altre organizzazioni partner nonché di svolgere lavori di ripristino e di pubblica utilità. L’organizzazione della protezione civile in Svizzera si basa su. principio di milizia e ha una struttura fortemente federalista, con i Cantoni e i Comuni come principali responsabili; la confederazione fornisce delle basi comuni. Insieme a polizia, pompieri, servizi della sanità pubblica e servizi tecnici è un partner del sistema integrato di protezione della popolazione!